# Лемон Гроув (Калифорнија)
Лемон Гроув (енгл. Lemon Grove) град је у америчкој савезној држави Калифорнија. По попису становништва из 2010. у њему је живело 25.320 становника.

## Демографија
Према попису становништва из 2010. у граду је живело 25.320 становника, што је 402 (1,6%) становника више него 2000. године.
| Група             | 2000.          | 2010.          |
| Белци             | 12.017 (48,2%) | 8.787 (34,7%)  |
| Афроамериканци    | 3.010 (12,1%)  | 3.495 (13,8%)  |
| Азијати           | 1.433 (5,8%)   | 1.624 (6,4%)   |
| Хиспаноамериканци | 7.107 (28,5%)  | 10.435 (41,2%) |
| Укупно            | 24.918         | 25.320         |